# Abid Mutlaq al-Dschiburi
Abid Mutlaq al-Dschiburi (arabisch عبد مطلق الجبوري, DMG ʿAbd Muṭlaq al-Ǧibūrī) ist ein sunnitischer irakischer Politiker. Er war stellvertretender Ministerpräsident der irakischen Regierung 2005.
Al-Dschiburi stammt aus der multiethnischen Ölstadt Kirkuk und war früher Mitglied in der Baath-Partei, der auch Saddam Hussein angehörte. In der Zeit Saddam Husseins war er ein General in der irakischen Armee, der für seine Fähigkeiten im Iran-Irak-Krieg bekannt wurde. Später war er Dekan der Irakischen Militärakademie. Außerdem studierte er Rechtswissenschaften und Militärische Technik. Er ist ein Mitglied des bedeutenden Dschiburi-Stammes.
In der ersten frei gewählten irakischen Regierung seit Saddam Hussein wurde er zum Vize-Ministerpräsidenten und somit zusammen mit dem Kurden Rodsch Nuri Schawais und dem säkularen Schiiten Ahmad Tschalabi zum Stellvertreter des Schiiten Ibrahim al-Dschafari gewählt. Durch seine Ernennung, sowie die Ernennung von Saadun ad-Dulaimi zum Verteidigungsminister, hofft man, die sunnitischen Widerstandskämpfer in den politischen Prozess des Irak miteinzubinden.